# Lins
Lins es un municipio brasileño del estado de São Paulo. Posee un área de 571,442 km². Su población estimada en 2007 era de 72.528 habitantes.
La ciudad está localizada en la región noroeste de São Paulo, a una distancia de 455 km de la capital del Estado.

## Clima
El clima de Lins puede ser clasificado como clima tropical de sabana (Aw), de acuerdo con la clasificación climática de Köppen. La temperatura máxima histórica alcanzó los 43,5 °C el 7 de octubre de 2020.

## Religión
El Cristianismo está presente en la ciudad de la siguiente manera:

### Iglesia Católica
La iglesia católica del municipio forma parte de la Diócesis de Lins.

### Iglesia Protestante
En la ciudad están presentes las más diversas creencias evangélicas, principalmente pentecostales, incluidas las Asambleas de Dios de Brasil (la iglesia evangélica más grande del país), Congregación Cristiana, entre otras. Estas denominaciones están creciendo cada vez más en todo Brasil.